# Paul W. Richards
Paul William Richards (* 20. Mai 1964 in Scranton, Bundesstaat Pennsylvania, USA) ist ein US-amerikanischer Astronaut.

## Werdegang
Richards studierte Maschinenbau und erhielt 1987 einen Bachelor von der Drexel University und 1991 einen Master von der University of Maryland.
Von 1983 bis 1987 arbeitete er als Ingenieur bei der United States Navy. 1987 kam er dann zum Goddard Space Flight Center (GSFC) der NASA.

## Astronautentätigkeit
Im April 1996 wurde Richards von der NASA als Astronautenanwärter ausgewählt und anschließend zum Missionspezialisten ausgebildet.
Am 8. März 2001 startete Richards mit der Raumfähre Discovery zu seinem ersten Flug ins All. Bei dieser Mission (STS-102) zur Internationalen Raumstation (ISS) wurde die erste Langzeitbesatzung durch eine neue Besatzung abgelöst und wieder mit zur Erde zurückgebracht. Außerdem wurde das Mehrzwecklogistikmodul Leonardo mit zur ISS genommen, um die Station mit Versorgungsgütern zu beliefern. Richards unternahm einen Weltraumausstieg, bei dem er zusammen mit Andrew Thomas eine External Stowage Platform (ESP-1) und eine Ersatz-Ammoniakkühlpumpe an der Außenseite des Destiny-Moduls installierte.
Nach seinem Raumflug war er noch in der Ersatzmannschaft für die ISS-Stammbesatzung 7. Im Februar 2002 schied er jedoch aus dem aktiven NASA-Astronautencorps aus und ist derzeit Observatory-Manager für das Geostationary-Operational-Environmental-Satellite-Projekt (GOES) am Goddard Space Flight Center.

## Privates
Paul Richards ist verheiratet und hat vier Kinder.